# Lanfrank von Mailand

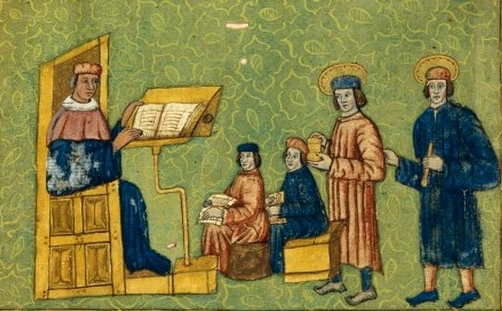
Lanfrank mit Studenten, Frontispiz der Chirurgie du maître Alenfranc

Lanfrank von Mailand (auch Giovanni Lanfranci, Lanfranco da Milano, Lanfranc de Milan, Guido Lanfranchi [of Milan], Lanfranco Milanese, latinisiert Lanfrancus Mediolanensis) (* um 1245 in Mailand/Lombardei; † vermutlich vor 1306 in Paris) war ein italienischer Chirurg, der bis zum Bekanntwerden von Guy de Chauliac 1363 als bedeutendster Chirurg des Mittelalters galt. Er brachte das Wissen der Chirurgenschule von Bologna nach Paris, wo er mit Jean Pitard um 1260 ein dem Cosmas und Damian gewidmetes chirurgisches Collegium, das Collège de St. Côme, eine Chirurgenschule nach Art einer medizinischen Fakultät, als Vereinigung der Wundärzte gründete.

## Leben
Lanfrank studierte an der von Taddeo Alderotti gegründeten dritten Universität Bolognas die Artes liberales und Medizin. Seine chirurgischen Kenntnisse erhielt er dort als Schüler von Wilhelm von Saliceto. Nach seiner Ausbildung übte er ab etwa 1270 in Mailand als Wundarzt die Chirurgie aus, stellte dort Kasuistiken für ein eigenes Lehrbuch zusammen und wurde auch von Adel und Klerus konsultiert.
Um 1289 verbannte ihn Matteo Visconti (der Capitano del Popolo) aus politischen Gründen aus dem Herzogtum Mailand und Lanfrank zog um 1290 zunächst in die Provence nach Frankreich bzw. Burgund. Im burgundischen Lyon entstand um 1294 sein speziell an medizinisch ausgebildete Ärzte gerichteter chirurgischer Leitfaden Libellus de chirurgia, welcher später Chirurgia parva („Kleine Chirurgie“) genannt wurde.
In Paris, wohin er 1295 umgesiedelt war und wo er 1296 seine Chirurgia magna („Große Chirurgie“) als großes medizinisches Lehrbuch vollendete, konnte er zur sich entwickelnden Anerkennung der Chirurgie – einem seinerzeit vor allem praxisbezogenen Fach – als wissenschaftliches Fachgebiet beitragen. In seinen Schriften erwähnt er beispielsweise seine neue Theorie zur Entstehung von Skrotalhernien und eine Operationsmethode derselben, die Durchführung von „Nervennähten“ und eine bei Speiseröhrenverletzungen einzubringende Schlundsonde.
Zu seinen Schülern gehörten der seinerzeit berühmte westflämische Wundarzt Jan Yperman (um 1260 oder 1269/65 bis etwa 1350), der Lanfranks Vorlesungen wahrscheinlich von 1297 bis 1303 in Paris besuchte, der Brabanter Thomaes Schelling van Thienen (Thomas Scellinck van Thienen; † um 1350) sowie sein Nachfolger in Paris, der normannische Wundarzt und Anatom Henri de Mondeville (Heinrich von Hermundsweil), zu seinen Kollegen und Freunden Bernhard von Gordon.

## Schriften
- Chirurgia parva: Libellus (opusculum) de chirurgia. Lyon 1293/1294[15][16]
- Chirurgia magna: Liber de chirurgia (Ars completa totius chirurgiae). Paris 1296.
- Anatomia

Ein sich der Jonghe Lanfranc nennender Verfasser einer chirurgischen Kompilation aus dem flämisch-brabantinischen Raum veröffentlichte sein Werk im 14. Jahrhundert, nahm aber keine Texte des zu dieser Zeit schon als Autorität geltenden Lanfrank von Mailand darin auf.

## Übersetzungen
- La cirugia de maestre lanfranco mediolanense. Inkunabel von 1495. Dieses von drei deutschen Buchdruckern in Sevilla hergestellte Buch enthält beide Schriften zur Chirurgie in spanischer Übersetzung.
- Alanfranc en cyrurgie. Pierre Le Dru, Paris 1508 (Digitalisat)
- Otto Brunfels (Übers.). Lanfrancus Mediolanus: Kleyne Wundartzney [...] Straßburg (Christian Egenolph) 1528 (Digitalisat)
- Robert von Fleischhacker: Lanfrank’s „Science of Cirurgie“, Teil I: Text Berlin/New York/Philadelphia 1894; Neudruck New York 1975 (= Early English Text Society: Original Series, 102).
- Jan Frederiksen und Gundolf Keil: Lanfranks ‘Chirurgia magna’ in sächsischer Umschrift des Spätmittelalters. Beiträge zur Geschichte der deutschen Sprache und Literatur 93, Tübingen 1971.
- Armin Berg (Hrsg.): Lanfranks ‘Chirurgia parva’ in der Abschrift Konrad Schrecks von Aschaffenburg (= Altdeutsche Lanfrank-Übersetzungen. III.1). Medizinische Dissertation Würzburg 1975. Jetzt in Kommission bei Königshausen & Neumann, Würzburg.
- Stefan Scholle: Lanfranks „Chirurgia parva“ in mittelniederfränkischer Übertragung (= Altdeutsche Lanfrank-Übersetzungen. Band II.1). Medizinische Dissertation Würzburg 1978 (in Kommission bei Königshausen & Neumann, Würzburg).
- Detlef Scholz: Lanfranks „Chirurgia parva“ in einer Prager Überlieferung des Spätmittelalters (= Altdeutsche Lanfrank-Übersetzungen. Band IV). Medizinische Dissertation Würzburg 1977 (in Kommission bei Königshausen & Neumann, Würzburg).